# Соловей Ганна Миколаївна
Га́нна Микола́ївна Солове́й (нар. 21 січня 1992, Луганськ, Україна) — українська спортсменка-велосипедистка. Чотириразова чемпіонка Європи в гонках на шосе та треку.
В грудні 2014-го підписала контракт з командою із Казахстану «Астана» на 1 рік.

## Досягнення
вересень 2014 — срібна призерка чемпіонату світу з велоспорту на шосе, індивідуальна гонка із роздільним стартом, Понферрада, Іспанія.
 червень 2015 — на 1-ї Європейських іграх в Баку фінішувала другою у індивідуальній гонці з роздільним стартом із часом 33.03,37
 червень 2019 — на 2-х Європейських іграх в Мінську у гонці за очками здобула перемогу
 жовтень 2019 — на чемпіонаті Європи з трекових велоперегонів 2019 в Апелдорні, Нідерланди, фінішувала третьою у груповій гонці з 38 очками